# Thurman Green
Thurman Alexander Green II (* 12. August 1940 in Longview, Texas; † 19. Juni 1997 in Los Angeles) war ein US-amerikanischer Jazz-Posaunist, Arrangeur und Komponist.

## Leben und Wirken
Green lernte  auf der Junior Highschool Posaune und zog 1958 zum Studium am Compton College nach Los Angeles. Von 1961 bis 1965 spielte er als Zeitsoldat in einer Band der Kriegsmarine; 1962 besuchte er die Navy School of Music in Washington D.C., wo er Hamiet Bluiett kennenlernte. Danach kehrte er nach Los Angeles zurück, wo er als Studiomusiker an zahlreichen Musikaufnahmen (u. a. bei Benny Golson und Gene Harris) und Film-Soundtracks mitarbeitete. 1981 erhielt er ein Kompositionsstipendium des National Endowment for the Arts. Nach dem Erwerb des Bachelor of Arts an der California State University at Dominguiez Hills schloss er 1986 seine Musikstudien mit einem Master of Arts in Komposition ab. Die dabei komponierte Sinfonie führte er mit einem philharmonischen Orchester auf.
1987 ging er mit Mercer Ellington auf Europatournee; anschließend konzertierte er mit Benny Carter 1988/89 sowie 1991 in Japan. In den 1990er Jahren arbeitete er außerdem in den Bands von Gerald Wilson, Louie Bellson, der Clayton-Hamilton Bigband, bei Bill Berry/Frank Capp und bei Horace Tapscott. 1991 war er Ensemblespieler beim Miles-Davis-Album Dingo. Zwischen 1988 und 1992 war er mit Buster Cooper Co-Leader eines Quintetts, mit dem er 1987 auf dem Monterey Jazz Festival gastierte. 1989 erschien sein Trioalbum Cross Current.
1994 folgte das Album  Dance of the Night Creatures auf Mapleshade, bei dem u. a. Hamiet Bluiett, John Hicks und Walter Booker mitwirkten. 1995 gründete er mit den befreundeten Maurice Spears, Garnett Brown und George Bohanon die Formation BoneSoir. Nach seinem plötzlichen Tod 1997 nach einer Europatournee wurde von Phil Ranelin und weiteren Kollegen das Thurman Green Scholarship Festival ins Leben gerufen.
Greens kompositorisches Werk erstreckt sich vom Jazz bis zur klassischen Musik. Zu seinen bekanntesten Jazz-Kompositionen zählen Cross Current, One for Lately und Dance of the Night Creatures. Scott Yanow betont das musikalische Spektrum Greens, das von Big-Band-Musik bis zum Free Jazz reiche.

## Lexigraphische Einträge
- Richard Cook, Brian Morton: The Penguin Guide to Jazz on CD. 6. Auflage. Penguin, London 2002, ISBN 0-14-051521-6.
- Leonard Feather, Ira Gitler: The Biographical Encyclopedia of Jazz. Oxford University Press, New York 1999, ISBN 0-19-532000-X.